# New Richmond (Wisconsin)
New Richmond es una ciudad ubicada en el condado de St. Croix, Wisconsin, Estados Unidos. Según el censo de 2020, tiene una población de 10,079 habitantes.

## Geografía
New Richmond está ubicada en las coordenadas 45°07′11″N 92°32′21″O / 45.11972, -92.53917. Según la Oficina del Censo de los Estados Unidos, New Richmond tiene una superficie total de 28.58 km², de la cual 27.92 km² corresponden a tierra firme y 0.66 km² es agua.

## Demografía
Según el censo de 2020, hay 10,079 personas residiendo en New Richmond. La densidad de población es de 360.9 hab./km². El 90.5% son blancos, el 1.7% son afroamericanos, el 0.4% son amerindios, el 1% son asiáticos, el 1.2% son de otras razas y el 5.1% son de dos o más razas. El censo también reporta una persona identificada como amerindio.